# Club Athlétique de Vitry
Il Club Athlétique de Vitry è una società calcistica francese, con sede a Vitry-sur-Seine, militante in Championnat National 3.

## Storia[2]
La società venne fondata nel 1897 e visse il massimo momento di gloria prima della grande guerra, ottenendo la vittoria nel Championnat de France de football FCAF in due occasioni (1910 e 1911), e raggiungendo la finale, poi persa contro il Patronage Olier, del Trophée de France nel 1910.
Nel primo trentennio di vita il CA Vitry ha fornito alla nazionale di calcio francese nove giocatori.

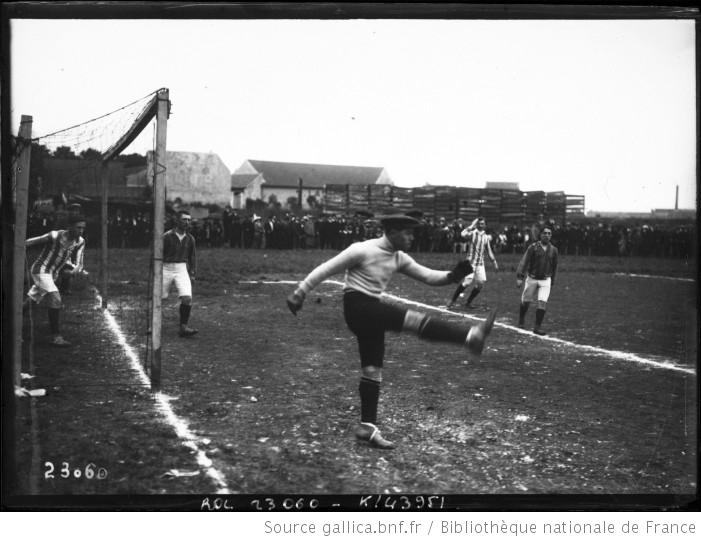
Foto di un incontro tra CA Vitry e R.C. luxembourgeois del 1912.

## Palmarès

### Competizioni nazionali
- Championnat de France de football FCAF: 2

1910, 1911

### Competizioni regionali
- Coupe de Paris: 1

1959-1960

### Altri piazzamenti
- Coppa di Francia:

Semifinalista: 1925-1926
- Trophée de France:

Finalista: 1910